# Philipp Gottfried Schaudt

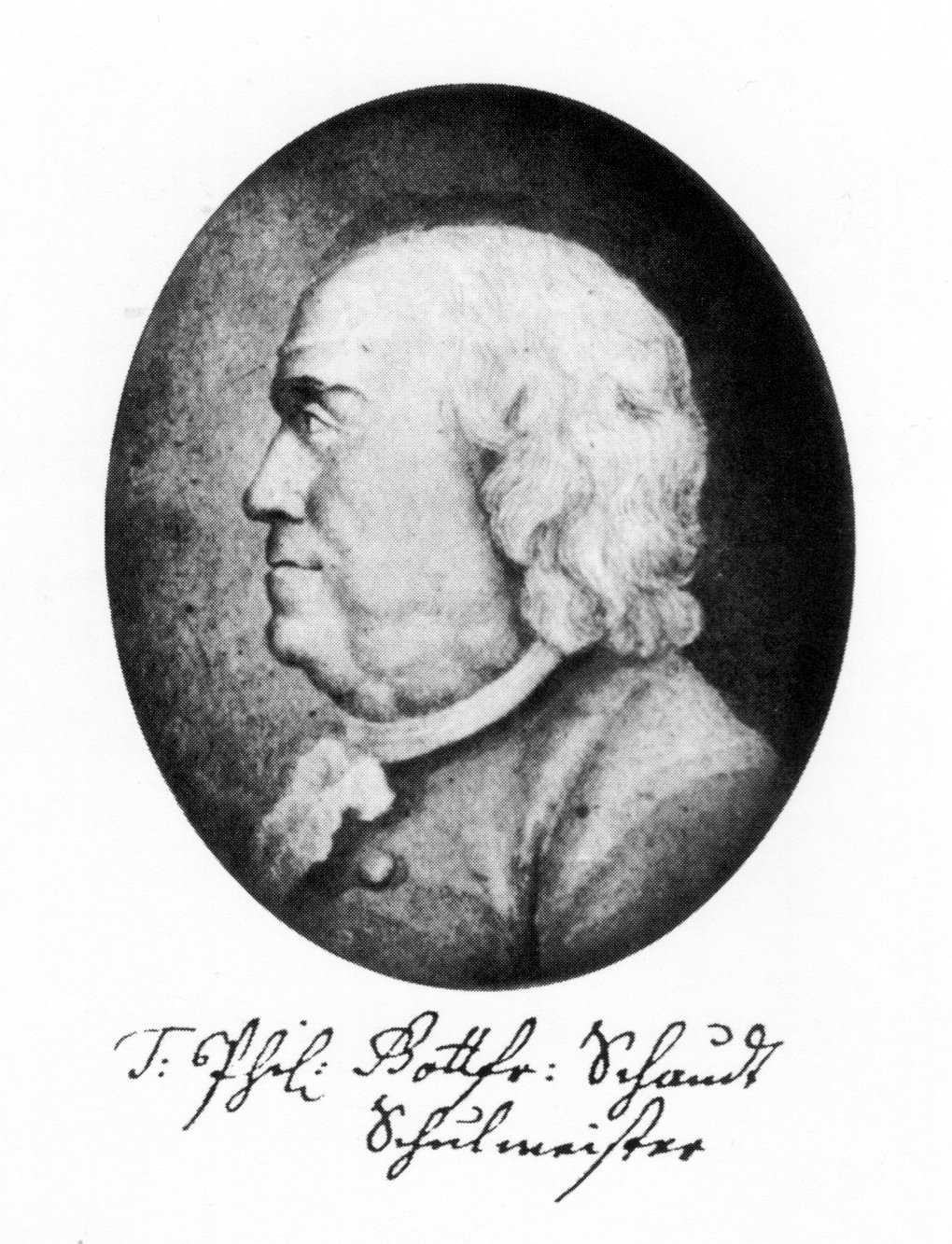
Philipp Gottfried Schaudt (?).
Nach einem Medaillon auf der „Furtwanger Uhr“ (um 1785)

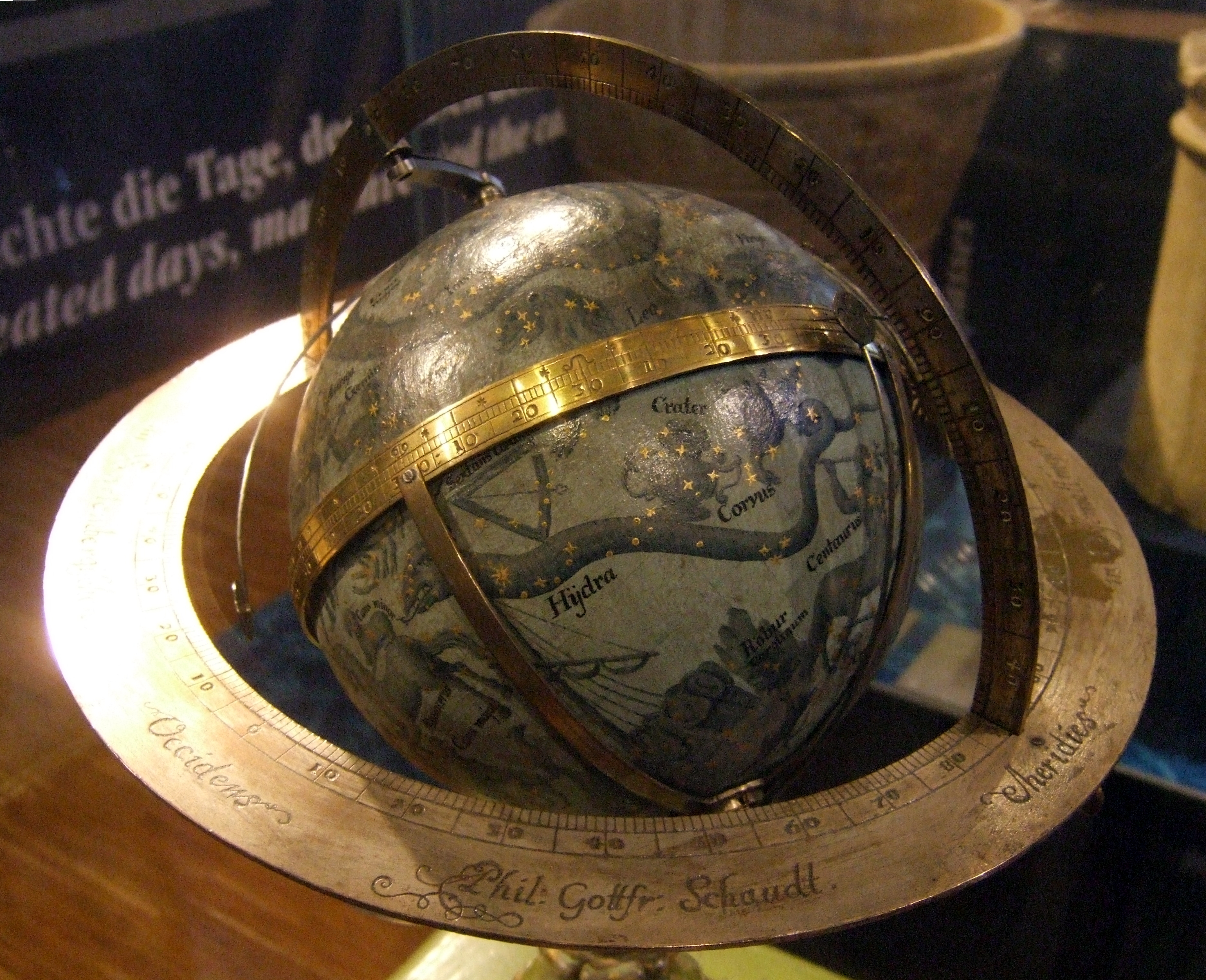
Himmelsglobus der „Münchner Uhr“ mit dem Schriftzug „Phil. Gottfr. Schaudt“ auf dem Äquatorialring

Philipp Gottfried Schaudt (* 11. Oktober 1739 in Onstmettingen; † 21. Juni 1809 ebenda) war ein deutscher Schulmeister und Mechanikus.
Schaudt war der kongeniale Mitarbeiter des schwäbischen „Mechanikerpfarrers“ Philipp Matthäus Hahn. Ohne Schaudt, der zeit seines Lebens nie von seinem Heimatdorf auf der Schwäbischen Alb fortzog, wäre es Hahn nach eigenem Bekunden nicht möglich gewesen, die von ihm konstruierten Rechenmaschinen und astronomischen Uhren in die Realität umzusetzen.
Ab der ersten Hälfte der 1770er Jahre löste sich Philipp Gottfried Schaudt zunehmend von den Vorgaben seines einstigen Lehrmeisters Hahn. Er baute eigenständig komplizierte mechanische Apparaturen, darunter eine astronomische Uhr, die er 1790 in Frankfurt am Main anlässlich der dortigen Kaiserwahl zum Kauf anbot.
Hahns bzw. Schaudts Apparaturen werden von mehreren deutschen Museen als Musterbeispiele deutscher Uhrmacherkunst des ausgehenden 18. Jahrhunderts ausgestellt.

## Problem der Zuschreibung
Die wenigsten von Schaudt gefertigten Rechenmaschinen und Uhren sind so gekennzeichnet, dass sie Auskunft über ihren Konstrukteur geben. Daher muss die Urheberschaft des Entwurfs indirekt ermittelt oder sogar erschlossen werden: Findet sich in der Primärliteratur, allen voran in Philipp Matthäus Hahns Tagebüchern und Briefen, kein Anhaltspunkt dafür, dass eine Apparatur von Hahn konstruiert wurde, kann man mit großer Wahrscheinlichkeit davon ausgehen, dass Schaudt ihr Konstrukteur war. Gestützt wird eine solche Einschätzung durch konstruktive Eigenheiten, die Hahns Apparaturen nicht aufweisen.

## Herkunft
Philipp Gottfried Schaudts männliche Vorfahren lassen sich in den Onstmettinger Kirchenbüchern bis in die zweite Hälfte des 16. Jahrhunderts zurückverfolgen. 1525 wird der Familienname im Onstmettinger Herdstättenverzeichnis erstmals in der Schreibung „Schut“ erwähnt. Schaudts Vorfahren stellten 130 Jahre lang die Schulmeister und, mit wenigen Ausnahmen, auch die Provisoren (= Hilfslehrer oder Lehrgehilfen) von Onstmettingen.

## Leben

### Elternhaus, Erziehung, Ehe
Philipp Gottfried Schaudt war das vierte von zehn Kindern des Provisors Georg Philipp Schaudt und dessen Ehefrau Anna-Margaretha Weidlen. Philipp Gottfried war das erste Kind des Ehepaars, welches das Erwachsenenalter erreichte. Als Philipp Gottfried zehneinhalb Jahre war, starb sein Vater. Die Erziehung wurde von Philipp Gottfrieds Großvater mütterlicherseits, dem Onstmettinger Schulmeister Weidlen, fortgesetzt. Am 30. August 1763 heiratete Philipp Gottfried Schaudt die knapp zwei Jahre ältere Justina (auch: Justine) Conzelmann (1737–1822), die Tochter eines Richters und Zollers (= Zolleinnehmer). Aus der Ehe gingen fünf Kinder – allesamt Jungen – hervor. Bis auf den Drittgeborenen, über dessen Beruf nichts bekannt ist, wurden alle Söhne Pfarrer, Schulmeister oder Provisoren.

### Freundschaft mit Philipp Matthäus Hahn
Im Alter von 17 Jahren freundete sich Schaudt mit dem ein Monat jüngeren Philipp Matthäus Hahn (1739–1790) an. Dessen Vater, ein pietistischer Pfarrer, war 1756 nach Onstmettingen versetzt worden.
Schaudt und Hahn verband eine ausgeprägte naturwissenschaftliche Neugier und technische Begeisterung. Gemeinsam schliffen die jungen Männer Glas, bauten Sprachrohre, Fernrohre, Mikroskope und Sonnenuhren. Als Hahn ab Herbst 1756 in Tübingen Philosophie studierte und nur noch die vorlesungsfreien Zeiten in Onstmettingen verbringen konnte, saßen die beiden Freunde ganze Nächte zusammen, zerlegten Uhren, bauten mechanische Apparaturen und beobachteten den Sternenhimmel.

### Provisor, Schulmeister, Mesner
Im Alter von 16 Jahren (1755) nahm Philipp Gottfried Schaudt unter seinem Großvater, dem Schulmeister Weidlen, den Schuldienst als Provisor auf. 1761 tauschten Schaudt und Weidlen altersbedingt die Rollen: Der 21-jährige Schaudt wurde Nachfolger seines Großvaters als Schulmeister von Onstmettingen; der 77-jährige Weidlen unterstützte seinen Enkel anfangs als Provisor.
In den jährlichen Kirchen- und Schulvisitationsprotokollen, die der örtliche Pfarrer – von 1764 bis 1770 war dies Philipp Matthäus Hahn – als sein Vorgesetzter anfertigte, wurde Schaudt regelmäßig bestätigt, gute Schulgaben zu besitzen, einen untadeligen Lebenswandel zu führen, im Schul- und Mesneramt fleißig zu sein, gute Schulzucht zu halten und die Kirche und das sakrale Gerät reinlich zu halten. 1771 wurde Schaudt als einer der tüchtigsten Schulmeister in der ganzen Prälatur Bebenhausen bezeichnet.
In allen Visitationsberichten ab 1779 wurden Schaudts gute Rechenkenntnisse hervorgehoben, die für einen Schulmeister des ausgehenden 18. Jahrhunderts keineswegs selbstverständlich waren. Mehrfach wurde auch vermerkt, dass Schaudt ein guter Organist sei.
Nur 1787 wurde Schaudt vorgehalten, sich im vergangenen Winter öfter im Wirtshaus aufgehalten zu haben, „als man gerne sehen kann“. Tatsache war, dass Schaudt „gute Kenntnisse in der Chirurgie“ besaß, welche er an der Tochter des Wirts anwandte, die „einen offenen Schaden am Fuß“ hatte.
Ab 1791 erregte Schaudt Anstoß, weil er dem Branntwein zusprach, „den er für ein nöthiges Labsal seines Alters“ hielt, aber angeblich „auch in geringerer Quantitaet nicht ertragen“ konnte (1804). Der Alkoholkonsum beeinträchtigte Schaudts öffentliche Aufgaben allerdings in keiner Weise. 1797 attestierte man Schaudt sogar, dass „seine Schule immer vor andern sich auszeichnet.“

### Uhrmacher und Mechanikus
Ab etwa 1765 ließ sich Schaudt von den in Onstmettingen lebenden, gehörlosen Schmieden und Uhrmachern Johann Sauter (1723–1786) und Paulus Sauter (1732–1794) zeigen, wie man in Messing und Stahl arbeitet. Durch eigene Übung verfeinerte Schaudt seine Fertigkeiten, traute sich aber nicht zu, Hahns Konstruktionszeichnungen einer astronomischen Uhr umzusetzen. Erst auf Hahns Zureden ließ sich Schaudt um 1766 auf den Bau der Uhr ein. Die ersten Erfolge beflügelten ihn. Als Schaudt die Uhr 1767 fertiggestellt hatte, ließ sich Hahns und Schaudts Landesherr, der württembergische Herzog Carl Eugen, die Uhr in Tübingen vorführen. Carl Eugen gab Hahn eine Anerkennungsprämie von 300 Gulden – das Zehn- bis 15-Fache des Preises einer Kuh – und bestellte obendrein für die herzogliche öffentliche Bibliothek in seiner Residenz Ludwigsburg eine größere, prunkvollere astronomische Uhr – die sogenannte „Ludwigsburger Weltmaschine“. Für diesen Auftrag wurde Schaudt 18 Monate lang (Anfang 1768 bis Juli 1769) von seinem Amt als Schulmeister freigestellt.
1769 baute Schaudt für den Fürsten aus dem benachbarten Hohenzollern-Hechingen eine kleine astronomische Uhr, die dem Erstlingswerk von 1766 bis 1767 sehr ähnlich war und deren Erlös Hahn seinem Freund Schaudt zukommen ließ.
Schaudt übte seine mechanischen Arbeiten jahrzehntelang aus, ohne darüber seine öffentlichen Ämter zu vernachlässigen. Ab 1774 lehnte Schaudt lediglich das sogenannte Abdanken ab, das heißt das Aussprechen von Dank an die Teilnehmer von Hochzeiten und Beerdigungen für deren Anwesenheit. Schaudt begründete dies damit, dass die Leute es nicht mehr hören wollten. 1778 vermerkte der Pfarrer, dass Schaudt „seine Uhren-Kunst einträglicher“ sei.
Als Schulmeister verdiente Schaudt etwas mehr als 200 Gulden im Jahr. Das reichte gerade, um eine fünfköpfige Familie zu versorgen. Seit 1770 zählte Schaudts Familie jedoch sieben Köpfe. Wie viele seiner Berufskollegen musste auch Schaudt einem Nebenerwerb nachgehen, um seine Familie über die Runden zu bringen. Schaudt verlegte sich auf das Reparieren von Uhren, ab spätestens 1784 auch auf das Anfertigen von Werken für Kirchen-, Stand- und Sackuhren.
Im März 1770 wurde Philipp Matthäus Hahn nach Kornwestheim, 1781 nach Echterdingen versetzt. Trotz seiner drängenden Bitten an Schaudt, ihm zu folgen, lehnte dieser beharrlich ab. Schaudt war lediglich ein paar Mal zu Besuch bei Hahn in Kornwestheim. Der Zusammenarbeit zwischen Hahn und Schaudt tat der Wegzug Hahns keinen Abbruch. 1774 fertigte Schaudt z. B. zwei Rechenmaschinen und um 1785 eine Doppelglobusuhr („Furtwanger Uhr“) nach Hahns Vorgaben.
Allerdings betrieb Hahn in Kornwestheim und später in Echterdingen eine mechanische Werkstatt, in der zwei seiner Brüder, sein Schwager und mehrere von auswärts kommende Uhrmachergesellen Hahns einfachere Konstruktionen (vor allem Waagen und Uhren) verwirklichten. Möglicherweise als Reaktion auf den dadurch verursachten Auftragsrückgang von Seiten Hahns, aber auch weil Schaudt ein kluger, eigenständig denkender Kopf war, begann Schaudt schon bald nach Hahns Wegzug aus Onstmettingen Hahnsche Konstruktionsideen weiterzuentwickeln. Heute wird die Konstruktion von fünf astronomischen Uhren mit großer Wahrscheinlichkeit Philipp Gottfried Schaudt zugeschrieben (Einzelheiten: siehe Abschnitt „Werke“ in diesem Artikel): die „Münchner Uhr“ (1770? oder später), eine astronomische Wanduhr (1772) und die „Globusuhren Darmstadt 1 und 2“ (um 1774 bzw. um 1785) – möglicherweise auch eine von Schaudt nach Oberschwaben verkaufte astronomische Uhr (vor 1790).
1775, spätestens 1783 begann sich das freundschaftliche Verhältnis zwischen Schaudt und Hahn zunehmend einzutrüben. Anlass war, dass Schaudt z. B. von Hahn konstruierte Rechenmaschinen verkaufte, ohne Hahn (angemessen) am Erlös zu beteiligen. Die Geldstreitigkeiten nahmen ein solches Ausmaß an, dass sie vermutlich sogar von der Obrigkeit (Oberamtmann von Balingen) geschlichtet werden mussten.
1790, wenige Wochen vor dem Tod Philipp Matthäus Hahns am 2. Mai, spricht das Visitationsprotokoll im Zusammenhang mit Schaudt von „seine[n] Uhren, Rechen- und andere[n] Kunst-Maschinen“. Schaudt war also definitiv nicht mehr für Hahn tätig, sondern arbeitete eigenständig als Mechanikus. Dieser Eindruck wird im Visitationsprotokoll 1791 bekräftigt, in dem es heißt: „[...] wie seine künstlichen [= kunstfertigen] Maschinen, neuerlich ein Globus coelestis [= Himmelsglobus] mit einer astronomischen Uhr p. bezeugen.“
Am 23. Oktober 1790 berichtete das Intelligenzblatt der in Jena erscheinenden Allgemeinen Literatur-Zeitung (Nr. 138, Spalte 1240) von einer Reise Schaudts nach Frankfurt am Main. Anlässlich der dort stattfindenden Wahl des Deutschen Kaisers beabsichtigte Schaudt einen zahlungskräftigen Käufer für eine astronomische Uhr zu finden, deren Wert Schaudt auf 80 Louis d’or (= 800 bis 1000 Gulden) ansetzte. Ob es Schaudt gelang, die Uhr zu verkaufen, ist nicht bekannt. Allerdings besitzt das Hessische Landesmuseum Darmstadt eine Kabinettsrechnung des Landgrafen Ludwig X. von Hessen-Darmstadt, der zufolge 1791 eine „Astronomische Uhr von Mechanikus Hahn in Kornwestheim“ für 400 Gulden erworben wurde. – Der Verweis auf Hahn ist in diesem Zusammenhang nicht überzubewerten: Hahn war nicht nur 1781 von Kornwestheim nach Echterdingen versetzt worden, sondern auch, wie erwähnt, 1790 gestorben. Möglicherweise gab Schaudt an, die Uhr stamme noch vom berühmten Hahn, da er Vorbehalte gegen eine Uhr von der Hand eines weitgehend unbekannten Dorfmechanikus zu befürchten hatte. Dass es sich um eine von Hahn konstruierte astronomische Uhr aus dessen Kornwestheimer oder Echterdinger Zeit handelte, ist unwahrscheinlich, da Hahns – freilich nicht vollständig erhaltene – Tagebuchnotizen keine solche Uhr erwähnen.

## Werke

### Erhaltene Werke
Folgende von Philipp Gottfried Schaudt gefertigte Apparaturen haben sich bis auf den heutigen Tag erhalten:
- Himmelsglobus (vor 1768): Entwurf: Philipp Matthäus Hahn; sie gehörte wohl zur „Ludwigsburger Weltmaschine“ (siehe unten) und wurde später wegen eines Fehlbrands der Emailoberfläche ersetzt. Sir befindet sich im Württembergischen Landesmuseum Stuttgart (Inv.-Nr. E 2418).
- „Ludwigsburger Weltmaschine“ (1768/1769): Entwurf: Philipp Matthäus Hahn; heute im Württembergischen Landesmuseum Stuttgart (Inv.-Nr. KK 91).
- Kaminuhr von 1769; später als „Salemer Kaminuhr“ auf Schloss Salem aufbewahrt. Typ: Globusuhr; Bezeichnung auf dem Äquatorialring: „Invenit M[agister]. [Philippus Matthaeus] Hahn. Pastor Onstmettingensis. Fecit Phil[ippus]. Gottfr[edus]. Schaudt, ludimag[ister]., ibidem, 1769“ (erdacht von Magister Hahn. Pastor von Onstmettingen. Ausgeführt von Phil[ipp]. Gottfr[ied]. Schaudt, Schulmeister ebenda 1769); vermutlich für den Fürsten Josef Friedrich Wilhelm von Hohenzollern-Hechingen gebaut und vermutlich von diesem wegen mangelnder finanzieller Möglichkeiten an Karl Friedrich Markgraf von Baden (1728–1811), der später, 1806 bis zu seinem Tode erster Großherzog von Baden wurde, veräußert. Diese astronomische Maschine befand sich lange im Besitz des Hauses Baden auf Schloss Salem und ist heute im Landesmuseum Württemberg, Stuttgart (Inv.-Nr. 2002-156). Sie ist vermutlich weitgehend im Originalzustand belassen. Vergleiche dazu die unten in den Anmerkungen erwähnte Kurze Beschreibung (1770) dieser Kaminuhr durch Philipp Matthäus Hahn.
- Rechentrommel (vor 1770): Entwurf: vermutlich von Philipp Matthäus Hahn; heute im Württembergischen Landesmuseum Stuttgart (Inv.-Nr. 12554).

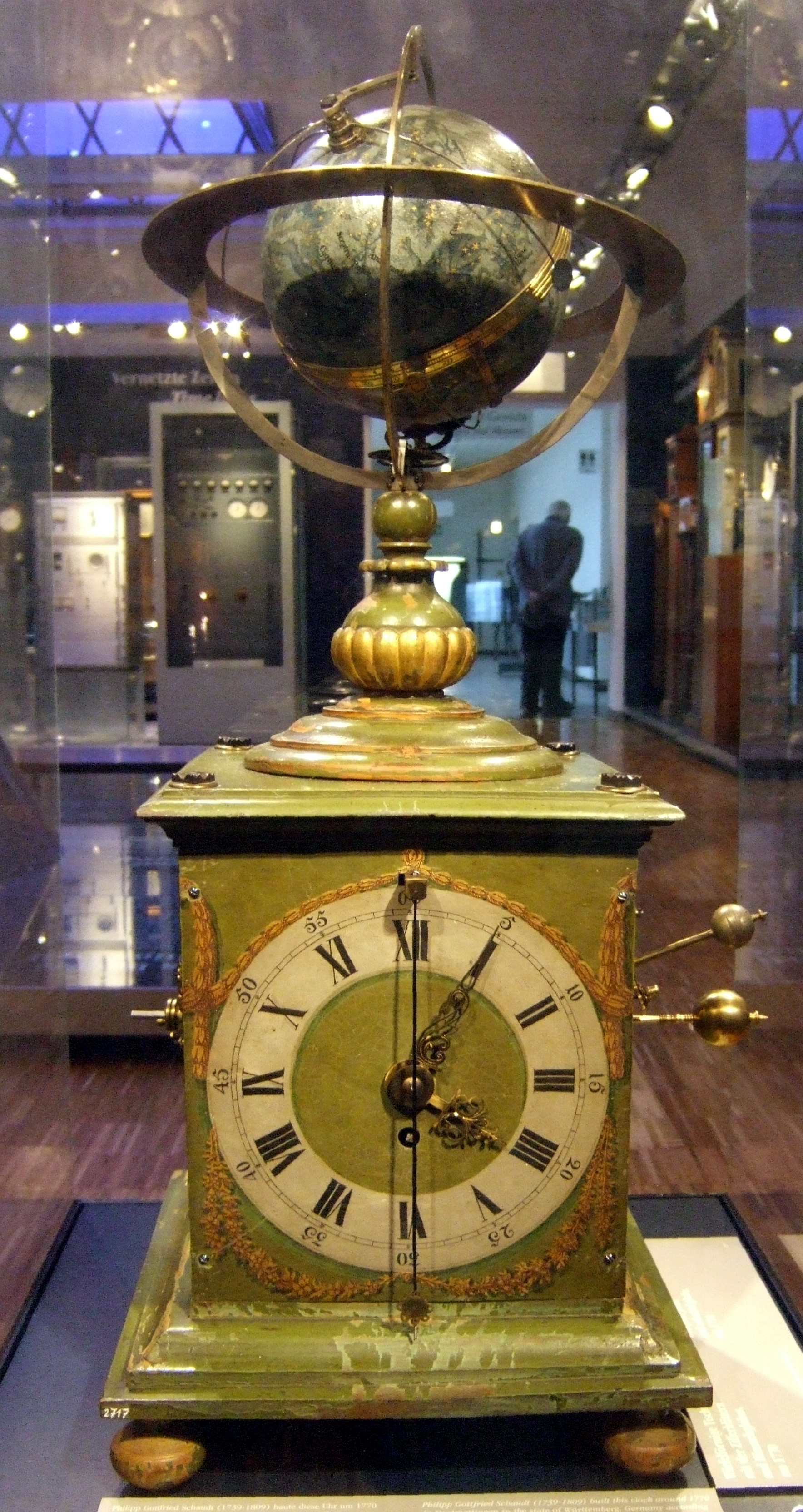
Globusuhr („Münchner Uhr“, um 1770 oder später)

- „Münchner Uhr“ (um 1770 oder später;[12])Typ: Globusuhr; Bezeichnung auf dem Äquatorialring: „Phil[ipp]. Gottfr[ied]. Schaudt. in Onstmettingen. Balinger Amts. im Würtembergischen;“ nicht mit „Philipp Matthäus Hahn“ bezeichnet (d. h. nicht unter der Regie Philipp Matthäus Hahns gefertigt); heute im Deutschen Museum, München (Inv.-Nr. 05/2717), seit dem Jahr 2000 in der Abteilung „Zeitmessung“ ausgestellt.
- Astronomische Wanduhr (1772): heute im Deutschen Uhrenmuseum, Furtwangen (Inv.-Nr. 2000-1); Geschichte der Uhr unbekannt; neben der „Münchner Uhr“ die einzige bekannte Uhr, die mit „Philipp Gottfried Schaudt“ bezeichnet ist; nicht mit „Philipp Matthäus Hahn“ bezeichnet.
- „Globusuhr Darmstadt 1“ (um 1774), Entwurf: vermutlich Philipp Gottfried Schaudt; zeigt Merkmale, die an anderen Uhren Philipp Matthäus Hahns nicht zu finden sind: spezielle Konstruktion des Kalendermechanismus und Anordnung der Umsetzung der Sonnenzeit in die Sternzeit für den Himmelsglobus, Zusatzbetrieb. – Möglicherweise diejenige „astronomische Zeitmaschine“ (= Globusuhr), derentwegen Schaudt im Herbst 1790 nach Frankfurt am Main reiste; heute im Hessischen Landesmuseum Darmstadt (Inv.-Nr. KG 63:303).
- „Globusuhr Darmstadt 2“ (um 1785), Entwurf: vermutlich Philipp Gottfried Schaudt; weist viele von Philipp Matthäus Hahn abweichende Eigenständigkeiten auf: Tellurium oben unter dem Globus angebracht, eigenes Umsetzungswerk für Jahreszähler, Tellurium und Globus, gleiche Konstruktion des Kalenderwerks wie bei der „Globusuhr Darmstadt 1“; heute Eigentum des Hessischen Landesmuseums Darmstadt (Inv.-Nr. KG 25:45); ausgeliehen an das Landesmuseum Württemberg, Stuttgart.

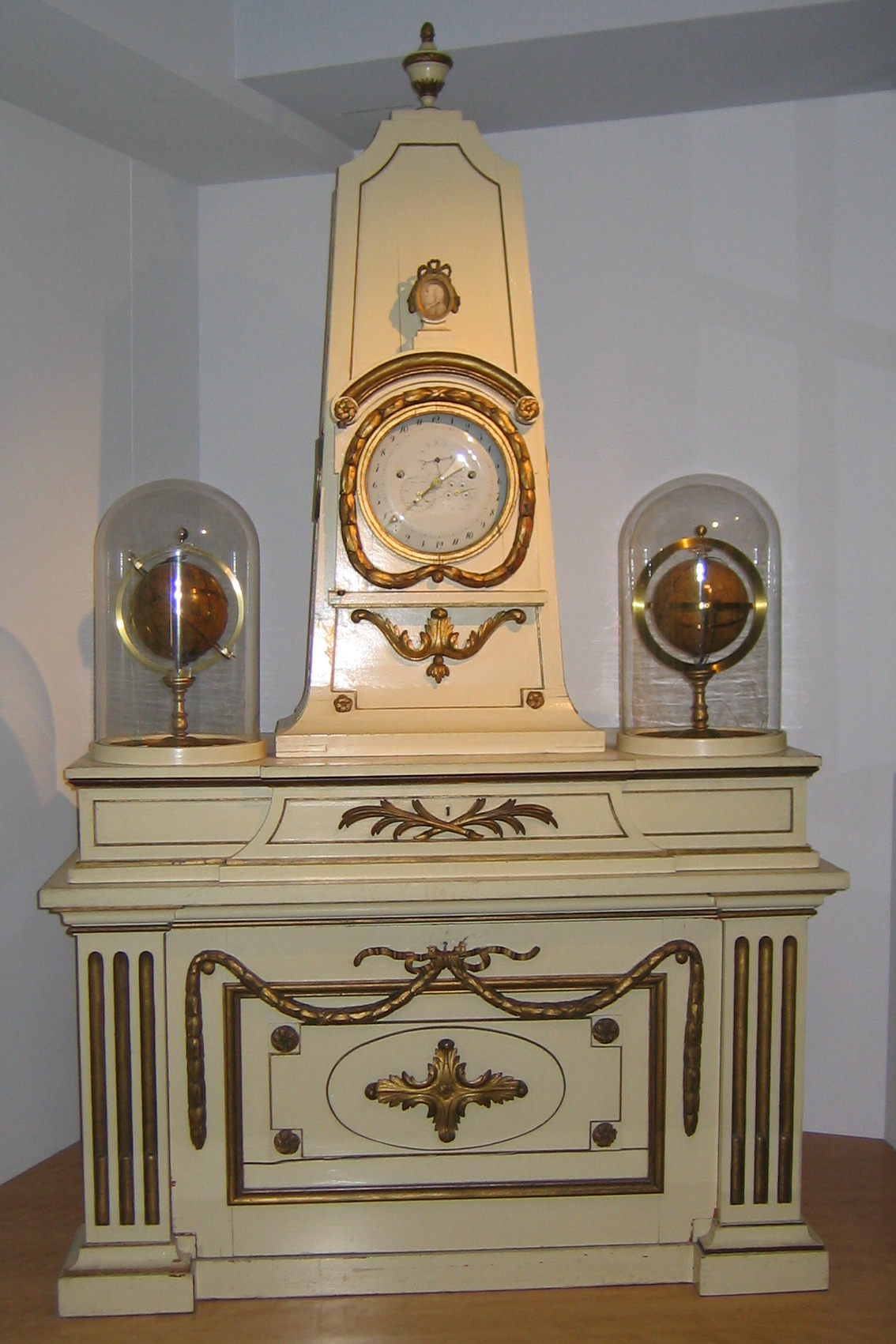
Doppelglobusuhr („Furtwanger Uhr“, um 1785)

- „Furtwanger Uhr“ (um 1785), Doppelglobusuhr; Entwurf: Philipp Matthäus Hahn; 1788 von Johann Lorenz Boeckmann, einem Vertrauten des Markgrafen Karl Friedrich von Baden, bei einem Unterhändler in Stuttgart für 2500 Gulden gekauft und 1789 nach Karlsruhe gebracht; heute im Deutschen Uhrenmuseum, Furtwangen (Inv.-Nr. 43/0001).
- Tischsonnenuhr (1802): Typ: Horizontalsonnenuhr mit Polfaden; Entwurf: Philipp Gottfried Schaudt; Bezeichnung: „Schulm(eister) Schaudt, Onstmettingen, 18II“; vermutlich zu Vorführzwecken für die Onstmettinger Schule gebaut; heute im Philipp-Matthäus-Hahn-Museum, Onstmettingen.

### Verschollene Werke
- Zwei Rechenmaschinen (1774): >Entwurf: Philipp Matthäus Hahn.
- Rechenmaschine (Erstellungsjahr unbekannt), Entwurf: Philipp Matthäus Hahn; von Schaudt erst nach Wien, von dort nach Helmstedt (dort im Besitz des Gelehrten und Erfinders Gottfried Christoph Beireis, später des Geheimen Regierungsrats Werneburg, später eines Gewerbe- und Kunstgewerbemuseums in Berlin-Charlottenburg) für 2000 Gulden verkauft.
- Astronomische Uhr (erwähnt am 17. Oktober 1787), die Franz Joseph Reichsgraf von Thun und Hohenstein in Wien, ein Neffe von Joseph Friedrich Wilhelm Reichsfürst von Hohenzollern-Hechingen, Hahns und Schaudts früherem Auftraggeber für eine astronomische Maschine, laut brieflicher Mitteilung Schaudts an Hahn um 500 Gulden erworben hat.[13]
- Astronomische Uhr (erwähnt am 23. Oktober 1790; Erstellungsjahr unbekannt), Entwurf: Philipp Matthäus Hahn oder Philipp Gottfried Schaudt; von Schaudt für 50 Louis d'ors „schon vor mehreren Jahren in Oberschwaben angebracht“.[14]

### Zerstörte Werke
- Astronomische Uhr (1767):
Entwurf: Philipp Matthäus Hahn; von Hahn selbst vernichtet.

## Würdigung
In seinem Beruf als Schulmeister, den er bis zu seinem Tod im 70. Lebensjahr ausübte, setzte Philipp Gottfried Schaudt im Unterricht mehr auf die Kraft des Wortes als auf körperliche Züchtigung. Im Vergleich zu den Berufskollegen seiner Zeit zählte er damit zu den moderneren Vertretern seines Fachs.
Als Mechanikus war Schaudt nach Überzeugung Philipp Matthäus Hahns der einzige, der imstande war, die von Hahn erdachten Rechenmaschinen und astronomischen Uhren umzusetzen. Nur Schaudt verfügte über all jene Qualitäten, die auch für die Anfertigung der komplizierten Apparaturen Hahns vonnöten waren: Geduld, handwerkliches Geschick, ein gutes Gedächtnis sowie Kenntnisse in Algebra und Geometrie. Beim Bau von Hahns astronomischen Uhren kamen Schaudt zudem seine Kenntnisse in Astronomie zugute, die ihm das nötige fachliche Verständnis für die Mechanik der Maschinen vermittelte. Repräsentativ für Hahns Wertschätzung seines Freundes und Mitarbeiters Schaudt sind folgende Zitate (in originaler Schreibung):
- „Er begriff nach meiner Anweisung alles mit leichter Mühe. Was er machte, musste accurat und schön seyn.“[15]
- „[...] könnte ich zur Verfertigung der innern Struktur keinen andern Künstler brauchen, als den hießigen Schulmeister der [...] meine Anweisung leichter versteht als ein andrer.“[16]
- „Wenn der Schulmeister von Onstmettingen seinen Dienst aufgäbe, [...] alsdann könnte ich Ruhe finden für meine Seele, weil ich alsdann die Sache leichtiglich dirigieren und er meine andere [Mitarbeiter] unter sich haben und dirigieren könnte.“[17]

Philipp Gottfried Schaudt besaß zwar keinen Meisterbrief und durfte daher offiziell keine Lehrlinge ausbilden. Dennoch lernten zwei Onstmettinger das Uhrmacherhandwerk von ihm: sein zweiter Sohn Philipp Matthäus Schaudt (1766–1855, wurde auch sein Nachfolger als Schulmeister von Onstmettingen), sowie der Zimmermannssohn Johannes Keinath (geboren 1778, später „der alte Uhrmacher“ genannt), der eine eigene Uhrmacherlinie begründete.
Nicht zuletzt vermochte Schaudt zwei Generationen von Schülern mit seinem Wissen und Können in Mathematik und Mechanik begeistern. In den fast fünf Jahrzehnten seines Wirkens als Schulmeister war Schaudt für 130 (im Jahr 1763) bis 230 (im Jahr 1808) Schüler zuständig. Er leistete dadurch einen wichtigen Beitrag, dass Onstmettingen zur „Keimzelle“ des Uhren- und Waagenbaus auf der westlichen Schwäbischen Alb wurde.

## Sonstiges

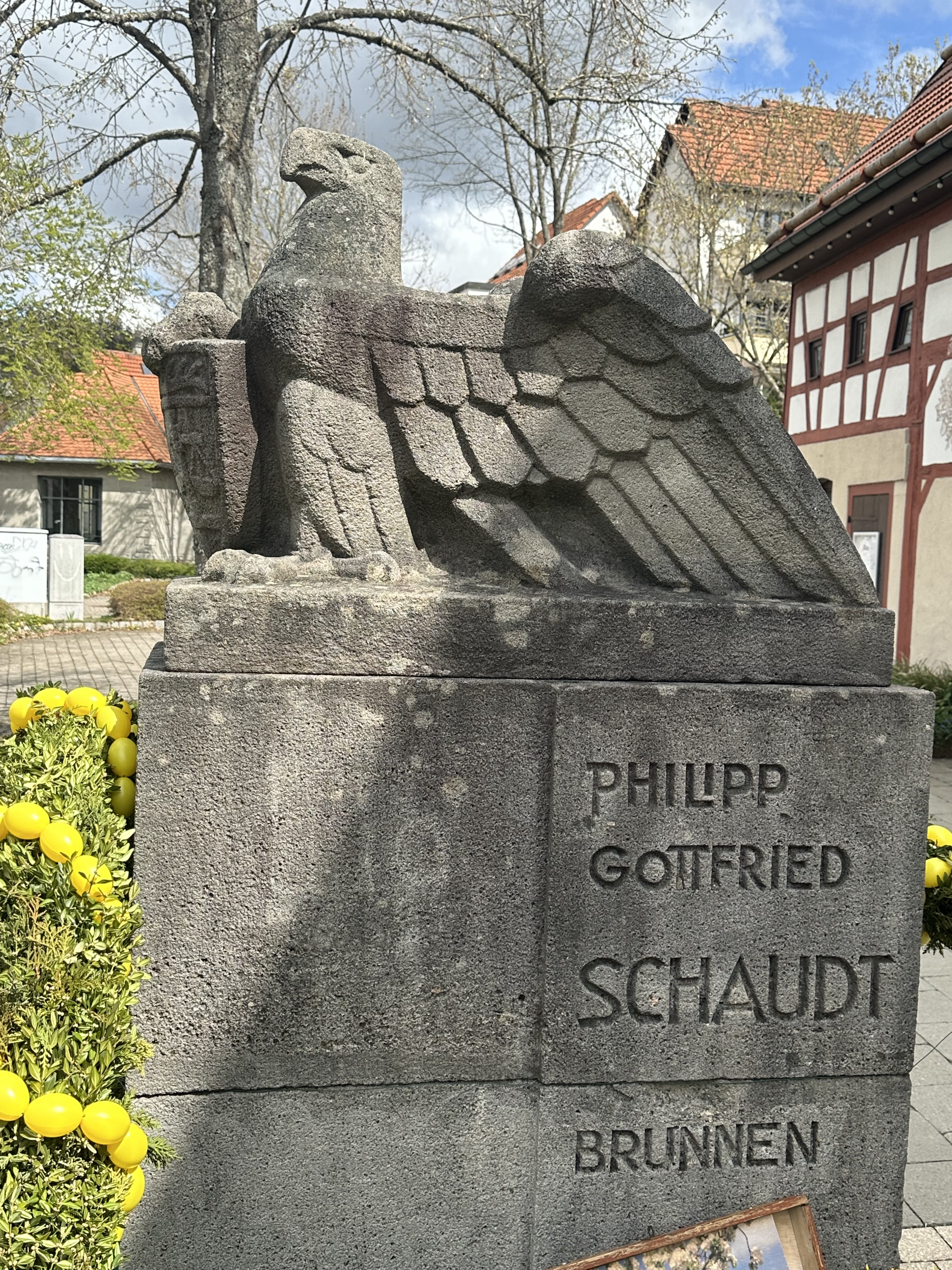
Philipp-Gottfried-Schaudt-Brunnen in Onstmettingen, die Adlerplastik wurde vom Stuttgarter Bildhauer Eugen Frey 1938 geschaffen.

In Albstadt-Onstmettingen ist eine Straße nach Schaudt benannt und ein Brunnen ihm gewidmet.